# Pnigalio minio
Pnigalio minio är en stekelart som först beskrevs av Walker 1847.  Pnigalio minio ingår i släktet Pnigalio och familjen finglanssteklar. Inga underarter finns listade i Catalogue of Life.